# رادوساو پتروویچ
رادوساو پتروویچ (صربی: Serbian Cyrillic؛ زادهٔ ۸ مارس ۱۹۸۹) بازیکن فوتبال اهل صربستان است.

## تیم ملی
وی همچنین در تیم ملی فوتبال صربستان بازی کرده‌است.